# GeForce 10
GeForce 10 Series — сімейство графічних процесорів NVIDIA, що використовуються в настільних комп'ютерах і ноутбуках. Чипи сімейства GeForce 10 засновані на архітектурі Pascal, названої на честь французького математика, фізика, філософа Блеза Паскаля. Перші дві моделі, GeForce GTX 1080 і GeForce GTX 1070, були представлені на початку травня 2016 року. Вихід відбувся 27 травня і 10 червня 2016 відповідно. Порівняно з попередньою мікроархітектурою Maxwell приріст продуктивності в комп'ютерних іграх і програмах склав близько 40%.

## Історія
8 липня 2016 року була представлена відеокарта середнього цінового діапазону GeForce GTX 1060, яку можна порівняти з продуктивністю GeForce GTX 980, але яка споживає набагато менше енергії.
22 липня 2016 року компанія NVIDIA представила професійну відеокарту NVIDIA TITAN X (Pascal) (не плутати з відеокартою попереднього покоління GeForce GTX Titan X (GM200), однак вона не належить до ігрової серії відеокарт, не зважаючи на те, що вона заснована на новому флагманському чипі GP102. 
18 серпня 2016 року компанія NVIDIA анонсувала нову відеокарту GeForce GTX 1060 3GB. Відмінність від оригінальної GeForce GTX 1060 полягає не тільки у дворазовому скороченні об'єму відеопам'яті, але й у скороченні кількості потокових процесорів. 27 грудня 2017 року була представлена однойменна модель оснащена 5 Гб пам'яті, яка призначена виключно для азійського ринку. Крім урізаного обсягу пам'яті була урізана ширина шини пам'яті до 160 біт.
Відеокарти GeForce GTX 1050 і GTX 1050 Ti мають референсний дизайн, але вони не мають офіційної дати анонсу, є дата початку продажів — 25 жовтня. Дата виходу відеокарт залежить від строків, в які партнери NVIDIA зможуть випустити модельний ряд відеокарт свого дизайну.
1 березня 2017 року в ході заходу GDC 2017 компанія NVIDIA представила відеокарту GeForce GTX 1080 Ti, яку глава компанії назвав найпотужнішим ігровим графічним прискорювачем у світі. За словами NVIDIA, новинка на 35% продуктивніше GeForce GTX 1080 і обходить навіть Titan X Pascal. Дата початку продажів — 10 березня.
6 квітня 2017 року компанія NVIDIA випустила нову відеокарту NVIDIA TITAN Xp. Нова відеокарта GeForce GTX 1080 Ti виявилася продуктивніше TITAN X, не зважаючи на ціну в 700$ проти 1200$ відповідно. Щоб виправити дане непорозуміння була випущена новинка в якій розблоковані всі потокові процесори чипу GP102, а їх 3840 штук.
17 травня 2017 року була анонсована відеокарта початкового рівня GeForce GT 1030, яка базується на новому чипі GP108. На початку березня 2018 року було виявлено, що деякі партнери NVIDIA (у тому числі Micro-Star International, Gigabyte Technology, Palit Microsystems) випускають відеокарти даної моделі оснащені відеопам'яттю стандарту DDR4, яка забезпечує втричі меншу пропускну здатність пам'яті ніж у референсної моделі NVIDIA GeForce GT 1030. Вони також мають занижені тактові частоти, що забезпечує знижене енергоспоживання.
21 травня 2018 року відбувся «тихий анонс нової відеокарти GeForce GTX 1050 3GB, яка має 768 ядер CUDA, але при цьому обсяг пам'яті як і розрядність шини скорочені до 3072 МБ і 96 біт відповідно. Задля компенсації цього новинка має більш високі тактові частоти.

## Архітектура[10]
Нові можливості в GP10x:
- Можливість обчислень CUDA 6.0 (тільки на чипі GP100), 6.1 (на чипах GP102, GP104, GP106, GP107, GP108)
- Інтерфейс DisplayPort 1.4
- Інтерфейс HDMI 2.0 b
- Четверте покоління технології Delta Color Compression, яка стискає дані для збільшення пропускної здатності пам'яті.
- Функції апаратного прискорення декодування відео PureVideo, підтримка HEVC HDR10 (10 bit), HDR12 (12 bit) (GM200 і GM204 не мають цієї функції).
- Підтримка технології HDCP 2.2 для 4K Вмісту, захищеного DRM відтворення та потокової передачі даних (GM200 і GM204 не підтримує HDCP 2.2, на відміну від GM206)
- NVENC HEVC HDR10 10 bit апаратне декодування
- GPU Boost 3.0
- Simultaneous Multi-Projection
- Новий контролер пам'яті GDDR5X і підтримка стандарту GDDR5 (GP102, GP104)
- Вперше використовувалася пам'ять стандарту HBM2 в старшому чипі GP100
- Динамічне балансування навантаження системи планування.

Завдяки підтримці асинхронних обчислень архітектура Pascal може займатися кількома процесами одночасно, що дозволяє максимально завантажити GPU.
- Потрійна буферизація реалізована на рівні драйвера. Компанія NVIDIA називає це рішення «Fast Sync».

## Технічні характеристики
| Модель                                         | GT 1030                                           | GTX 1050 2GB                                      | GTX 1050 3GB                                      | GTX 1050 Ti                                       | GTX 1060 3GB                                      | GTX 1060 6GB                                      | GTX 1070                                          | GTX 1070 Ti                                       | GTX 1080                                          | GTX 1080 Ti                                       | TITAN X                                           | TITAN Xp                                          |
| ---------------------------------------------- | ------------------------------------------------- | ------------------------------------------------- | ------------------------------------------------- | ------------------------------------------------- | ------------------------------------------------- | ------------------------------------------------- | ------------------------------------------------- | ------------------------------------------------- | ------------------------------------------------- | ------------------------------------------------- | ------------------------------------------------- | ------------------------------------------------- |
| Дата виходу                                    | 17.05.2017                                        | 25.10.2016                                        | 21.05.2018                                        | 25.10.2016                                        | 18.08.2016                                        | 08.07.2016                                        | 10.06.2016                                        | 2.11.2017                                         | 27.05.2016                                        | 10.03.2017                                        | 02.08.2016                                        | 06.04.2017                                        |
| GPU                                            | GP108                                             | GP107                                             | GP107                                             | GP107                                             | GP106                                             | GP106                                             | GP104                                             | GP104                                             | GP104                                             | GP102                                             | GP102                                             | GP102                                             |
| Технологічний процес виготовлення              | Samsung 14-нм                                     | Samsung 14-нм                                     | Samsung 14-нм                                     | Samsung 14-нм                                     | TSMC 16-нм                                        | TSMC 16-нм                                        | TSMC 16-нм                                        | TSMC 16-нм                                        | TSMC 16-нм                                        | TSMC 16-нм                                        | TSMC 16-нм                                        | TSMC 16-нм                                        |
| Площа кристала, мм²                            | 71                                                | 135                                               | 135                                               | 135                                               | 200                                               | 200                                               | 314                                               | 314                                               | 314                                               | 471                                               | 471                                               | 471                                               |
| Кількість транзисторів, млн                    | 1800                                              | 3300                                              | 3300                                              | 3300                                              | 4400                                              | 4400                                              | 7200                                              | 7200                                              | 7200                                              | 12000                                             | 12000                                             | 12000                                             |
| Кількість скалярних процесорів (ядер CUDA)     | 384                                               | 640                                               | 768                                               | 768                                               | 1152                                              | 1280                                              | 1920                                              | 2432                                              | 2560                                              | 3584                                              | 3584                                              | 3840                                              |
| Кількість кластерів обробки графіки (GPC)      | 1                                                 | 2                                                 | 2                                                 | 2                                                 | 2                                                 | 2                                                 | 3                                                 | 4                                                 | 4                                                 | 6                                                 | 6                                                 | 6                                                 |
| Кількість блоків мультипроцесорів (SM)         | 3                                                 | 5                                                 | 6                                                 | 6                                                 | 9                                                 | 10                                                | 15                                                | 19                                                | 20                                                | 28                                                | 28                                                | 30                                                |
| Кількість текстурних блоків (TMU)              | 24                                                | 40                                                | 48                                                | 48                                                | 72                                                | 80                                                | 120                                               | 154                                               | 160                                               | 224                                               | 224                                               | 240                                               |
| Кількість блоків растеризації (ROP)            | 16                                                | 32                                                | 24                                                | 32                                                | 48                                                | 48                                                | 64                                                | 64                                                | 64                                                | 88                                                | 96                                                | 96                                                |
| Заповнення сцени, млрд пікс/с                  | 19,6                                              | 43,3                                              | 33,4                                              | 41,2                                              | 72,2                                              | 72,2                                              | 96,4                                              | 102,8                                             | 102,8                                             | 130,2                                             | 136,0                                             | 142,0                                             |
| Заповнення сцени, млрд текс/с                  | 29,4                                              | 54,1                                              | 66,8                                              | 61,9                                              | 108,4                                             | 120,4                                             | 180,7                                             | 247,4                                             | 257,1                                             | 331,5                                             | 317,4                                             | 355,2                                             |
| Обсяг кешу L2, КБ                              | 512                                               | 1024                                              | 768                                               | 1024                                              | 1536                                              | 1536                                              | 2048                                              | 2048                                              | 2048                                              | 2816                                              | 3072                                              | 3072                                              |
| Розрядність шини відеопам'яті, біт             | 64                                                | 128                                               | 96                                                | 128                                               | 192                                               | 192                                               | 256                                               | 256                                               | 256                                               | 352                                               | 384                                               | 384                                               |
| Стандарт відеопа'мяті                          | GDDR5                                             | GDDR5                                             | GDDR5                                             | GDDR5                                             | GDDR5                                             | GDDR5                                             | GDDR5                                             | GDDR5                                             | GDDR5X                                            | GDDR5X                                            | GDDR5X                                            | GDDR5X                                            |
| Обсяг відеопам'яти, МБ                         | 2048                                              | 2048                                              | 3072                                              | 4096                                              | 3072                                              | 6144                                              | 8192                                              | 8192                                              | 8192                                              | 11264                                             | 12288                                             | 12288                                             |
| Пропускна здатність шини пам'яті, ГБ/с         | 48,0                                              | 112,0                                             | 84,0                                              | 112,0                                             | 192,2                                             | 192,2                                             | 256,3                                             | 256,3                                             | 320,3                                             | 484,0                                             | 480,4                                             | 547,7                                             |
| Інтерфейс                                      | PCI Express 3.0 x16                               | PCI Express 3.0 x16                               | PCI Express 3.0 x16                               | PCI Express 3.0 x16                               | PCI Express 3.0 x16                               | PCI Express 3.0 x16                               | PCI Express 3.0 x16                               | PCI Express 3.0 x16                               | PCI Express 3.0 x16                               | PCI Express 3.0 x16                               | PCI Express 3.0 x16                               | PCI Express 3.0 x16                               |
| Енергоспоживання, Вт                           | 30                                                | 75                                                | 75                                                | 75                                                | 120                                               | 120                                               | 150                                               | 180                                               | 180                                               | 250                                               | 250                                               | 250                                               |
| Частота ядра, МГц                              | 1227                                              | 1354                                              | 1392                                              | 1290                                              | 1506                                              | 1506                                              | 1506                                              | 1607                                              | 1607                                              | 1480                                              | 1417                                              | 1480                                              |
| Частота у режимі Turbo Boost, МГц              | 1468                                              | 1455                                              | 1518                                              | 1392                                              | 1709                                              | 1709                                              | 1683                                              | 1683                                              | 1734                                              | 1582                                              | 1531                                              | 1582                                              |
| Реальна (Номінальна) частота відеопам'яті, МГц | 1502 (6008)                                       | 1752 (7008)                                       | 1752 (7008)                                       | 1752 (7008)                                       | 2002 (8008)                                       | 2002 (8008)                                       | 2002 (8008)                                       | 2002 (8008)                                       | 1251 (10008)                                      | 1376 (11008)                                      | 1251 (10008)                                      | 1426 (11408)                                      |
| Продуктивність FP32, GFLOPS                    | 942,3                                             | 1733,1                                            | 2138,1                                            | 1981,4                                            | 3469,8                                            | 3855,3                                            | 5783,0                                            | 7816,4                                            | 8227,8                                            | 10608,6                                           | 10157,0                                           | 11366,4                                           |
| Продуктивність FP64, GFLOPS                    | 29,4                                              | 54,1                                              | 66,8                                              | 61,9                                              | 108,4                                             | 120,4                                             | 180,7                                             | 244,2                                             | 257,1                                             | 331,5                                             | 317,4                                             | 355,2                                             |
| Продуктивність FP16, GFLOPS                    | 14,7                                              | 27,0                                              | 33,4                                              | 30,9                                              | 54,2                                              | 60,2                                              | 90,3                                              | 122,1                                             | 128,5                                             | 165,7                                             | 158,7                                             | 177,6                                             |
| Підтримка версій API                           | Direct3D 12_1, OpenGL 4.6, Vulkan 1.1, OpenCL 1.2 | Direct3D 12_1, OpenGL 4.6, Vulkan 1.1, OpenCL 1.2 | Direct3D 12_1, OpenGL 4.6, Vulkan 1.1, OpenCL 1.2 | Direct3D 12_1, OpenGL 4.6, Vulkan 1.1, OpenCL 1.2 | Direct3D 12_1, OpenGL 4.6, Vulkan 1.1, OpenCL 1.2 | Direct3D 12_1, OpenGL 4.6, Vulkan 1.1, OpenCL 1.2 | Direct3D 12_1, OpenGL 4.6, Vulkan 1.1, OpenCL 1.2 | Direct3D 12_1, OpenGL 4.6, Vulkan 1.1, OpenCL 1.2 | Direct3D 12_1, OpenGL 4.6, Vulkan 1.1, OpenCL 1.2 | Direct3D 12_1, OpenGL 4.6, Vulkan 1.1, OpenCL 1.2 | Direct3D 12_1, OpenGL 4.6, Vulkan 1.1, OpenCL 1.2 | Direct3D 12_1, OpenGL 4.6, Vulkan 1.1, OpenCL 1.2 |
| Підтримка версії Shader Model                  | Shader Model 5.0                                  | Shader Model 5.0                                  | Shader Model 5.0                                  | Shader Model 5.0                                  | Shader Model 5.0                                  | Shader Model 5.0                                  | Shader Model 5.0                                  | Shader Model 5.0                                  | Shader Model 5.0                                  | Shader Model 5.0                                  | Shader Model 5.0                                  | Shader Model 5.0                                  |